# Zabeltitz
Zabeltitz là một đô thị thuộc huyện Meißen, bang Sachsen Đức. Đô thị Zabeltitz có diện tích 52,81 km², dân số thời điểm ngày 31 tháng 12 năm 2006 là 2899 người.
Zabeltitz gồm các khu vực dân cư sau:
- Görzig
- Krauschütz
- Nasseböhla
- Skäßchen
- Skaup
- Strauch
- Stroga
- Treugeböhla
- Uebigau